# Pensoft Publishers
Pensoft Publishers, conosciuta anche come Pensoft, è una casa editrice scientifica con sede a Sofia, in Bulgaria. Fu fondata nel 1992 da due accademici: Lyubomir Penev e Sergei Golovatch. Ha pubblicato oltre 1.000 libri accademici e professionali e, al 2025, pubblica oltre 60 riviste scientifiche ad accesso aperto e sottoposte a revisione paritaria, tra cui: ZooKeys, PhytoKeys, Check List, Comparative Cytogenetics, Journal of Hymenoptera Research, Deutsche Entomologische Zeitschrift e Zoosystematics and Evolution.
Pensoft fa parte del movimento editoriale per l'Open Access. Tutti gli articoli sono pubblicati sotto licenza Creative Commons Attribution (CC-BY). Nel 2012, Pensoft ha avviato una collaborazione con l'Encyclopedia of Life, chiamata EOL Open Access Support Project (EOASP), per sostenere finanziariamente i tassonomi indipendenti e i tassonomi che vivono nei Paesi in via di sviluppo a pubblicare i loro risultati sulle riviste Pensoft.
Pensoft è stata una delle prime case editrici a facilitare la pubblicazione di data paper in collaborazione con il Global Biodiversity Information Facility (GBIF). Il primo data paper è stato dato alle stampe nel 2011 nella rivista ZooKeys.
Pensoft ha anche pubblicato la prima descrizione di una specie eucariotica (Eupolybothrus cavernicolus) che combina trascrittomica, DNA barcoding e dati di imaging micro-CT nello stesso articolo, nel Biodiversity Data Journal.

## Premi
Nel giugno 2016, una delle riviste di Pensoft, Research Ideas and Outcomes (nome abbreviato: RIO Journal), ha vinto il premio Innovator Award della Scholarly Publishing and Academic Resources Coalition (SPARC) per l'attività di promozione ed espansione della trasparenza nella comunicazione scientifica.

## Elenco delle riviste
- Acta Biologica Sibirica
- Acta Ichthyologica et Piscatoria
- African Invertebrates
- Alpine Entomology (formerly Journal of the Swiss Entomological Society)
- ARPHA Conference Abstracts
- ARPHA Proceedings
- BioDiscovery
- Biodiversity Data Journal
- Biodiversity Information Science and Standards (BISS)
- BioRisk
- Caucasiana
- Check List
- Comparative Cytogenetics
- Deutsche Entomologische Zeitschrift
- Evolutionary Systematics
- Food Modeling Journal
- Fossil Record
- Herpetozoa
- Italian Botanist
- Journal of Hymenoptera Research
- Journal of Orthoptera Research
- Metabarcoding & Metagenomics
- MycoKeys
- Nature Conservation
- NeoBiota
- Neotropical Biology and Conservation
- Nota Lepidopterologica
- One Ecosystem
- Pharmacia
- PhytoKeys
- Plant Sociology
- Research Ideas and Outcomes
- Research Results in Pharmacology
- Rethinking Ecology
- Silva Balcanica
- Subterranean Biology
- Travaux du Muséum National d'Histoire Naturelle "Grigore Antipa" (The Journal of "Grigore Antipa" National Museum of Natural History)
- Vegetation Classification and Survey
- Viticulture Data Journal
- Zitteliana
- ZooKeys
- Zoologia
- Zoosystematics and Evolution.